# Xerraire orellut
El xerraire orellut (Garrulax castanotis) és un ocell de la família dels leiotríquids (Leiothrichidae).

## Hàbitat i distribució
Viu entre la malesa dels boscos de l'est de Laos, nord i centre del Vietnam i l'illa de Hainan.